# Maria de Orange-Nassau
Maria Henriqueta de Orange-Nassau (Haia, 5 de setembro de 1642 — Palácio de Oranienhof, 20 de março de 1688) foi uma princesa de Orange-Nassau por nascimento e condessa consorte de Simmern-Kaiserslautern pelo seu casamento com Luís Henrique de Simmern-Kaiserslautern.

## Família

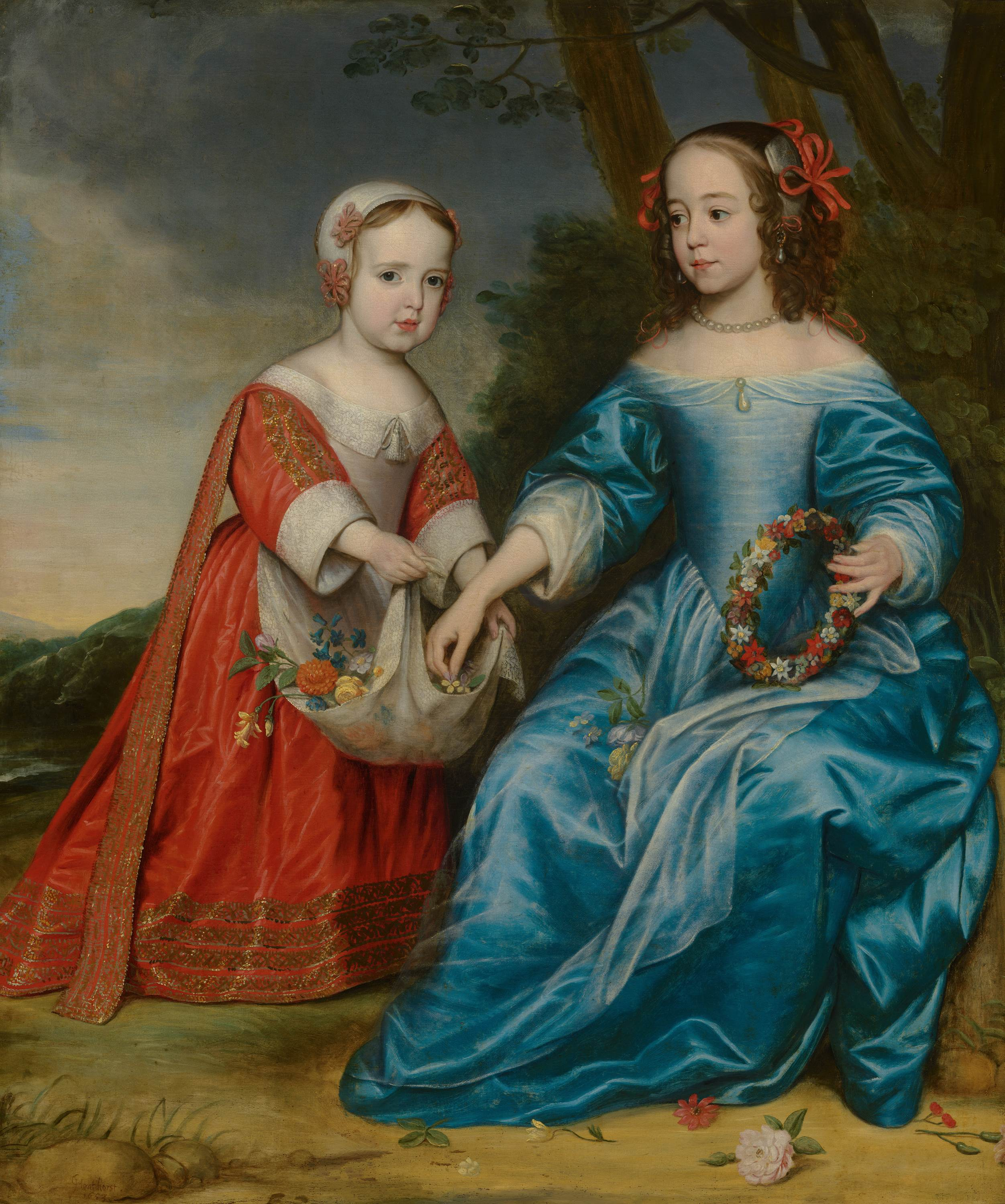
A princesa Maria com o sobrinho, o rei Guilherme III de Inglaterra, em 1653, por Gerard van Honthorst.

Maria foi a sétima filha, nona e última criança nascida de Frederico Henrique, Príncipe de Orange e de Amália de Solms-Braunfels. Os seus avós paternos eram Guilherme I, Príncipe de Orange e Luísa de Coligny, sua quarta esposa. Os seus avós maternos eram João Alberto I, Conde de Solms-Braunfels e Inês de Sayn-Wittgenstein.
Ela teve oito irmãos mais velhos, que eram: Guilherme II, Príncipe de Orange, marido de Maria, Princesa Real; Luísa Henriqueta, esposa de Frederico Guilherme, Eleitor de Brandemburgo; Henriqueta Amália; Isabel; Isabel Carlota; Albertina Inês, esposa de Guilherme Frederico, Príncipe de Nassau-Dietz; Henriqueta Catarina, esposa de João Jorge II de Anhalt-Dessau, e Henrique.
Ela foi a tia paterna do rei Guilherme III de Inglaterra.

## Biografia
Em 1660, sua mãe, Amália, entrou em negociações com o seu genro, o eleitor de Brandemburgo, para arranjar um casamento entre Maria e o rei Carlos II de Inglaterra. Porém, o rei decidiu casar-se com Catarina de Bragança. 
Por fim, ela ficou noiva de seu primo, Luís Henrique Maurício, filho de Luís Filipe, Conde Palatino de Simmern-Kaiserslautern e de Maria Leonor de Brandemburgo.

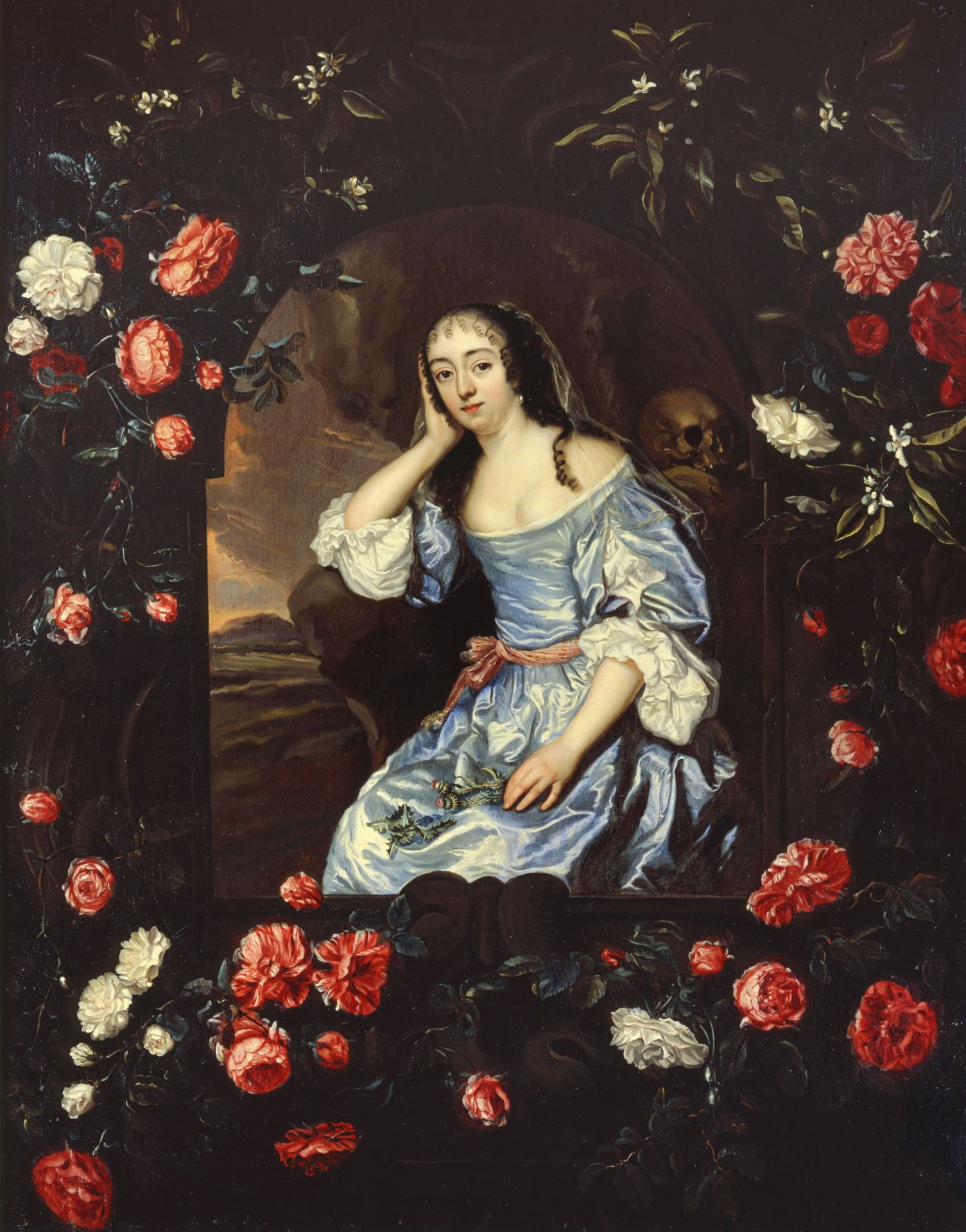
Retrata da princesa por Johannes Mytens, c. 1665/66, localizado no Palácio de Weimar.

Na escritura de acordo pré-nupcial, elaborado em março de 1666, foi estipulado, entre outras coisas, que a festa de casamento seria celebrada naquele verão em Cleves. No entanto, eles apenas se casaram no dia 23 de setembro de 1666. Para explicar este adiamento, as Memórias de Arnaldo de Gramont, Conde de Guiche, muitas vezes apontam que a noiva já havia parado o casamento. A razão para isso provavelmente é devido ao último documento de setembro de 1666, no qual o conde promete a Maria um presente de manhã "como de acordo com sua qualidade real", além da quantidade de dez mil rijksdaalders que tiveram acesso, a seu critério. Já no acordo de março de 1666, a quantia era de ao menos cinco mil rijksdaalders.
Assim como suas irmãs Luísa Henriqueta, Albertina Inês e Henriqueta Catarina, que construíram, respectivamente os Palácios de Oranienburg, Oranienstein e Oranienbaum, em 1669, em Maria construiu o Palácio de Oranienhof na cidade de Bad Kreuznach, na atual Alemanha.
Maria Henriqueta e Luís Henrique foram casados por sete anos, porém, a união não resultou em descendência. O conde faleceu em 3 de janeiro de 1674.
Viúva, ela vivia principalmente em Kreuznach. Após a morte de sua mãe, em 1675, Maria recebeu suas joias, além do usufruto do Castelo de Turnhout, na atual Bélgica. Tinha o título de Senhora de Turnhout.
No dia 20 de março de 1688, Maria faleceu após contrair pneumonia. Ela foi enterrada na Igreja de São Estêvão, em Simmern.
Na cidade de Bad Kreuznach, o seu nome foi dado a um parque, uma rua, e uma fonte.